# Pseudobetckea caucasica
Pseudobetckea caucasica är en kaprifolväxtart som först beskrevs av Pierre Edmond Boissier, och fick sitt nu gällande namn av Igor Alexandrovich Linczevski. Pseudobetckea caucasica ingår i släktet Pseudobetckea och familjen kaprifolväxter. Inga underarter finns listade i Catalogue of Life.